# أسرة السعيد
أسرة السعيّد من قبيلة بني تميم وهي من الأسر المعروفة والمنتشرة في نجد وغيرها. ويعود أصلهم الى قرية أشيقر في نجد وتنقلوا إلى عدة أماكن منها الحريق وحوطة بني تميم والرياض وملهم والأحساء بالمنطقة الشرقية والكويت والزبير وغيرها. وقد برز من هذه الأسرة العديد من الشخصيات في مجالات متنوعة.

## النسب
يعود إلى مشرف بن عمرو بن معضاد بن ريس بن زاخر بن محمد بن علوي بن وهيب بن قاسم بن موسى بن مسعود بن عقبة بن سنيع بن نهشل بن شداد بن زهير بن شهاب بن ربيعه بن ابي مسعود بن مالك بن حنظلة بن مالك بن زيد بن مناة بن تميم. 

## أماكن تواجدهم
السعودية و الكويت وقطر و الزبير بالعراق.